# ذات الرئة المكتسب من المجتمع

أهم أعراض ذات الرئة

ذات الرئة المكتسب من المجتمع (بالإنجليزية: Community-acquired pneumonia)‏ هو أحد أنواع ذات الرئة وأكثرها شيوعًا، ويصاب به الشخص قليل الارتباط مع نظام الرعاية الصحية. ذات الرئة المكتسب من المجتمع يختلف عن ذات الرئة المكتسب من المستشفى الذي يصاب به الأشخاص المرتبطين بالنظام الصحي أو أنهم قد زاروا المستشفى مؤخّرًا.
إن ذات الرئة المكتسب من المجتمع هو مرض شائع يصيب كل الأعمار وأعراضه تحدث بسبب امتلاء الحويصلات الهوائية بالسوائل، مما يتسبب بانخفاض في أداء الرئة وظهور أعراض مثل ضيق النفس والحمى وألم الصدر والسعال.
إن ذات الرئة المكتسب من المجتمع هو أحد أكثر اسباب الوفاة في العالم. أسبابه متنوعة مثل البكتيريا والفيروسات والفطريات والطفيليات. يمكن تشخيصه عن طريق أعراضه والفحص السريري والأشعة السينية. ومن الفحوصات الأخرى فحص القشع.
قد يحتاج المريض بذات الرئة المكتسب من المجتمع أن يدخل المستشفى. أما العلاجات فتشمل المضادات الحيوية وخافضات الحرارة وأدوية السعال. بعض أنواع ذات الرئة المكتسب من المجتمع يمكن الوقاية منها بالتطعيم والامتناع عن تدخين التبغ.

## علامات وأعراض

### أعراض شائعة
- ضيق النفس
- السعال الذي ينتج البلغم الأخضر أو الأصفر
- حمى مرتفعة، يرافقها العرق، الرعشة والارتعاد
- ألم الصدر الطاعن والحاد
- التنفس السريع، السطحي، وأحيانًا المؤلم

### أعراض أقل شيوعًا
- سعال الدم (نفث الدم)
- صداع، بما في ذلك الصداع النصفي
- فقدان الشهية في الأكل
- التعب المفرط
- تزرق الجلد (زرقة)
- غثيان
- تقيؤ
- إسهال
- ألم مفصلي
- ألم عضلي
- تسرّع نبضات القلب
- دوخة أو دوار

### في المسنين
- ارتباك جديد أو تفاقم الارتباك
- انخفاض حرارة الجسم
- ضعف التناسق، مما يؤدي إلى السقوط

### في الرضّع
- النعاس غير العادي
- اصفرار الجلد (يرقان)
- صعوبة التغذية[4]

## المسببات
يمكن أن تسبب كائنات حية دقيقة مختلفة الإصابة بذات الرئة المكتسبة من المجتمع. مع ذلك، يبقى المسبب الأكثر شيوعًا هو المكورة الرئوية. هناك مجموعات معينة من الأشخاص معرضين بشكل أكبر من غيرهم لمسببات ذات الرئة المكتسبة في المجتمع، مثل الرضع والبالغين المصابين بأمراض مزمنة (مثل مرض الانسداد الرئوي المزمن) وكبار السن. مدمنو الكحول وغيرهم ممن يعانون من ضعف في الجهاز المناعي هم أكثر عرضة للإصابة بذات الرئة المكتسبة من المجتمع التي تسببها المستدمية النزلية والمتكيسة الرئوية الجؤجؤية. عُرف المسبب النهائي في نصف الحالات فقط.

### حديثي الولادة والرضع
من الممكن أن يصاب الجنين بعدوى رئوية قبل الولادة عن طريق استنشاق السائل الأمنيوسي المصاب أو من خلال عدوى تنتقل عن طريق الدم عبر المشيمة. يمكن للرضع أيضًا استنشاق السوائل الملوثة من المهبل عند الولادة. أكثر مسببات الأمراض شيوعًا لدى الأطفال حديثي الولادة هي العقدية القاطعة للدر، والتي تُعرف أيضًا باسم العقديات من النمط ب. تسبب العقديات القاطعة للدر أكثر من نصف حالات ذات الرئة المكتسبة من المجتمع في الأسبوع الأول بعد الولادة. تشمل الأسباب الأخرى لذات الرئة الوليدية اللستيريا المولدة للوحيدات وأنواع أخرى مختلفة من المتفطرات. يمكن أن تنتقل أيضًا الفيروسات المسببة لذات الرئة المكتسبة من المجتمع من الأم إلى جنينها، يعد فيروس الهربس البسيط الأكثر انتشارًا ويمكن أن تكون الإصابة به مميتة في بعض الحالات، يمكن أيضًا أن تسبب الإصابة بالفيروسات الغدانية أو النكاف أو الفيروسات المعوية الإصابة بذات الرئة. سبب آخر لذات الرئة المكتسبة من المجتمع الوليدية هو المتدثرة التراخومية، والتي، وعلى الرغم من اكتسابها عند الولادة، لا تسبب ذات الرئة إلا بعد أسبوعين إلى أربعة أسابيع. وعادة ما يصاحبها عدم وجود حمى وسعال متقطع مميز.
تعكس الإصابة بذات الرئة المكتسبة من المجتمع عند الأطفال الأكبر سنًا زيادة العرضة للكائنات الحية الدقيقة، وتشمل المسببات البكتيرية الأكثر شيوعًا العقديات الرئوية، الإشريكية القولونية، الكلبسيلة الرئوية، الموراكسيلة النزلية والمكورة العنقودية الذهبية. يعد الزهري الذي ينتقل للجنين من الأم أحد أسباب ذات الرئة عند الرضع. تشمل المسببات الفيروسية الفيروس التنفسي المخلوي البشري، الفيروس البشري التالي لالتهاب الرئة، الفيروسات الغدانية، فيروسات نظير الإنفلونزا البشرية، فيروسات الإنفلونزا والفيروس الأنفي. تعد الإصابة التي يسببها الفيروس التنفسي المخلوي البشري من الإصابات الشائعة والتي قد تستدعي الاستشفاء عند الرضع. لا تُشاهد الإصابة بذات الرئة المكتسبة من المجتمع التي تسببها الفطور أو الطفيليات لدى الرضع الأصحاء.

### الأطفال
على الرغم من أن الأطفال الذين تزيد أعمارهم عن شهر واحد معرضين لنفس الكائنات الدقيقة التي يتعرض لها البالغون، فإن الأطفال دون سن الخامسة أقل عرضة للإصابة بذات الرئة التي تسببها المفطورة الرئوية أو المتدثرة الرئوية أو الفيلقية من الأطفال الأكبر سنًا. في المقابل، فإن الأطفال الأكبر سنًا والمراهقين هم أكثر عرضة للإصابة بالمفطورة الرئوية والمتدثرة الرئوية من البالغين.

### البالغين
هناك مجموعة كاملة من الكائنات الحية الدقيقة المسؤولة عن الإصابة بذات الرئة المكتسبة من المجتمع عند البالغين، والمرضى الذين لديهم عوامل خطر معينة هم أكثر عرضة للإصابة بمجموعات معينة من الكائنات الحية الدقيقة. يساعد تحديد المرضى الذين لديهم عوامل خطورة معينة والمعرضين لمجموعات معينة من الكائنات الدقيقة في تحديد العلاج الملائم. يمكن أن تسبب العديد من الكائنات الحية الأقل شيوعًا ذات الرئة المكتسبة من المجتمع عند البالغين، يمكن تحديدها من خلال تحديد عوامل الخطر المحددة، أو عند فشل العلاج لأسباب أكثر شيوعًا.

### عوامل الخطورة
يعاني بعض المرضى من مشكلة كامنة تزيد من خطر الإصابة بالعدوى. بعض عوامل الخطر هي:
- الانسداد: عند انسداد جزء من مجرى الهواء (القصبة الهوائية) المؤدي إلى الأسناخ الرئوية، تصبح الرئة غير قادرة على التخلص من السوائل؛ هذا يمكن أن يؤدي إلى الإصابة بذات الرئة. أحد أسباب الانسداد، خاصة عند الأطفال الصغار، هو استنشاق جسم غريب مثل كرات اللعب أو اللعبة. يستقر الجسم في مجرى هوائي صغير، وتتطور الإصابة بذات الرئة في المنطقة المسدودة. سبب آخر للانسداد هو سرطان الرئة، والذي يمكن أن يمنع تدفق الهواء.
- أمراض الرئة: المرضى الذين يعانون من أمراض الرئة الكامنة هم أكثر عرضة للإصابة بذات الرئة. تؤدي أمراض مثل انتفاخ الرئة وعادات مثل التدخين إلى نوبات ذات رئة أكثر تواترًا وشدة. في الأطفال، قد يشير الالتهاب الرئوي المتكرر إلى التليف الكيسي أو الانحجاز الرئوي.
- الأمراض المناعية: المرضى الذين يعانون من نقص المناعة، مثل المصابين بفيروس نقص المناعة البشرية أو الإيدز، هم أكثر عرضة للإصابة بذات الرئة. تتراوح المشاكل المناعية الأخرى التي تزيد من خطر الإصابة بالالتهاب الرئوي من نقص المناعة الحاد في مرحلة الطفولة، مثل متلازمة ويسكوت ألدريتش، إلى العوز المناعي الشائع المتغير الأقل شدة.

## التشخيص
المرضى الذين يعانون من أعراض الإصابة بذات الرئة المكتسبة من المجتمع يستوجب تقييمهم. تُشخص ذات الرئة سريريًا وليس اعتمادًا على تحليل معين. يبدأ التقييم بإجراء فحص سريري من قبل مقدم الرعاية الصحية، قد يكشف الفحص السريري عن وجود حمى وزيادة معدل التنفس (فرط التنفس) وانخفاض ضغط الدم وتسرع معدل ضربات القلب والتغيرات في ضغط الأكسجين في الدم. بعد الفحص السريري يُجس الصدر خلال توسعه ويُقرع جدار الصدر لتحديد مناطق الأصمية، تشير مناطق الأصمية الخالية من الاهتزازات الصوتية إلى وجود سوائل أو تصلب وهي من علامات الإصابة بذات الرئة. يمكن أن يكشف الاستماع إلى الرئتين باستخدام سماعة الطبيب (التسمع) أيضًا عن العلامات المرتبطة بالإصابة بذات الرئة. يمكن أن تشير قلة أصوات التنفس الطبيعية أو وجود كراكر إلى زيادة كثافة السوائل. يمكن أن تشير زيادة اهتزازات الصدر عند التحدث، والمعروفة باسم الحسيس اللمسي، وزيادة حجم صوت الكلام المهموس أثناء التسمع إلى وجود سوائل أيضًا. 
يمكن للعديد من الاختبارات تحديد سبب ذات الرئة المكتسبة من المجتمع. يمكن لزروعات الدم أن تعزل السبب البيكتيري أو الفطري في الجريان الدموي. يمكن أن يكشف تلوين البلغم بتلوين غرام أيضًا عن الكائنات الدقيقة المسببة. في الحالات الشديدة، يمكن جمع المفرزات بتنظير القصبات وزرعها. يمكن إجراء اختبارات خاصة، مثل تحليل البول، في حالة الاشتباه في وجود كائن حي دقيق غير شائع.
يمكن أن يكشف تصوير الصدر بالأشعة السينية والتصوير المقطعي المحوسب (سي تي) عن مناطق عتامة (تُرى باللون الأبيض)، مما يشير إلى التصلب. لا تُكشف الإصابة بذات الرئة دائمًا في الأشعة السينية، أحيانًا لأن الإصابة تكون في المراحل الأولية أو تشمل جزءًا من الرئة لا يظهر بوضوح بالتصوير. في بعض الاحيان قد يكشف التصوير المقطعي المحوسب عن وجود ذات رئة لم تُكتشف بالتصوير بالأشعة السينية. مع ذلك، فإن قصور القلب الاحتقاني وبعض أنواع إصابات الرئة من شأنها أن تقلد الإصابة بذات الرئة على الأشعة السينية.
عندما تُكتشف علامات ذات الرئة أثناء التقييم، يمكن إجراء صورة صدر بالأشعة السينية وفحوصات الدم والبلغم لدعم التشخيص. ستعتمد أدوات التشخيص المستخدمة على شدة المرض والممارسات المحلية المستخدمة واحتمالية حدوث مضاعفات للإصابة. يجب مراقبة أكسجة الدم لدى جميع المرضى المصابين بذات الرئة باستخدام قياس الأكسجة النبضي. في بعض الحالات، قد يتطلب الأمر تحليل غازات الدم الشرياني لتحديد كمية الأكسجين في الدم. قد يكشف تعداد الدم الكامل (سي بي سي) عن ارتفاع تعداد كريات الدم البيضاء، مما يشير إلى الإصابة.

## العلاج الدوائي[7]

### العلاج للمرضى خارج المستشفى
بالنسبة للبالغين الأصحاء في العيادات الخارجية الذين لا يعانون من الأمراض المصاحبة المدرجة أدناه أو عوامل خطر للبكتيريا المقاومة للمضادات الحيوية، توصي الجمعية الأمريكية لطب الصدر بـ:
- أموكسيسيلين 1 جرام ثلاث مرات يوميًا (توصية قوية، جودة دليل معتدلة)، أو
- دوكسيسيكلين 100 مجم مرتين يوميًا (توصية مشروطة، جودة دليل منخفضة)،
- أوماكروليد (أزيثرومايسين 500 مجم في اليوم الأول ثم 250 مجم يوميًا أو كلاريثروميسين 500 مجم مرتين يوميًا).

بالنسبة للبالغين في العيادات الخارجية الذين يعانون من أمراض مصاحبة مثل أمراض القلب المزمنة، أمراض الرئة، أمراض الكبد أو الكلى، داء السكري، الإدمان على الكحول، السرطان، أو غياب الطحال، توصي الجمعية الأمريكية لطب الصدر بـ العلاج المركب، وهو عبارة عن:
- أموكسيسيلين/كلافولانات 500 مجم/125 مجم ثلاث مرات يوميًا، أو أموكسيسيلين/كلافولانات 875 مجم/125 مجم مرتين يوميًا، أو 2,000 مجم/125 مجم مرتين يوميًا، أو سيفالوسبورين (سيفبودوكسيم 200 مجم مرتين يوميًا أو سيفوروكسيم 500 مجم مرتين يوميًا). بالإضافة إلى ماكروليد (أزيثرومايسين 500 مجم في اليوم الأول ثم 250 مجم يوميًا، كلاريثروميسين [500 مجم مرتين يوميًا أو الإصدار الممتد 1,000 مجم مرة واحدة يوميًا]) (توصية قوية، جودة دليل معتدلة للعلاج المركب)، أو دوكسيسيكلين 100 مجم مرتين يوميًا (توصية مشروطة، جودة دليل منخفضة للعلاج المركب).

أو العلاج الأحادي وهو:
فلوروكينولون تنفسي (ليفوفلوكساسين 750 مجم يوميًا، موكسيفلوكساسين 400 مجم يوميًا، أو جيميفلوكساسين 320 مجم يوميًا) (توصية قوية، جودة دليل معتدلة).